# Hatschekia labracis
Hatschekia labracis är en kräftdjursart som först beskrevs av Van Beneden 1871.  Hatschekia labracis ingår i släktet Hatschekia och familjen Hatschekiidae. Inga underarter finns listade i Catalogue of Life.